# 有紀天香
有紀 天香（ゆうき てんか、1971年3月21日 - ）は、日本のマジシャン。和歌山県生まれ。

## 経歴
和歌山市立吹上小学校、西和中学校、和歌山県立桐蔭高等学校卒業後、1989年早稲田大学第一文学部に入学。1990〜1991年北京语言学院（現・北京语言大学）に公費留学。帰国後、早稲田大学第一文学部中国文学専修に復学するも1996年3月中退。
大学進学時、早稲田大学マジッククラブに入部し、当時サークルの外部講師であったマーカ・テンドー師と出会ってプロマジシャンを志す。1996年9月、NHK放送センター内のNHKスタジオパークステージにて、マジシャンとしてのキャリアがスタート。
本物を世に送るリアルプロジェクトBest Performer 3〜ボンバー森尾が解き放つ至高の30分〜にて二木ちやこ・山内あやりと共にユニットともだてを結成、さとうしゅう演出作品「江戸マジ!?物語」にてグランプリ受賞。
2012〜2013年、半休業しよしもとNSC東京タレントコース１期生として過ごす内に一念発起して株式会社PureMagic Laboratoryを設立。

## 出演番組
- 中居正広のSome girl' SMAP ゲスト（ニッポン放送）
- 女性の仕事図鑑 「Be」 『マジシャン』 (日本テレビ)
- TOKYO NEWS 「東京にんげん探訪」 『ヨッシーの決断』 (MXTV)
- 新・カジノザウルス 職業当て人間ポーカー（関西テレビ）
- ビートたけしのTVタックル - 社会保険庁問題・年金マジック（TV朝日）
- 電波少年的放送局 専属士企画・専属マジシャン(CS日本)
- 頑張る人応援バラエティ 体育の時間 どこまでもドア（TV朝日）
- 上田ちゃんネル - 上田義塾（野球部）女子マネージャー(CSテレ朝チャンネル)
- 上田ちゃんネル・24時間ぐらいTV
- 次長課長・河本準一のひと花咲かせましょう（CSテレ朝チャンネル）
- シャキーン！ザ・ナイト
- シャキーン！
- カスペ！愛しの残念オンナちゃん
- 全力教室
- 志の輔ラジオ 落語DEデート（文化放送）

## 映画・再現VTR
- 独立少女紅連隊
- ランブリングハート

## 雑誌・ムック
- ヴァンテーヌ ’98 ４月号　仕事のある日常「マジシャン」（婦人画報社）
- びっくりマジック
- 女性セブン

## TVCM・WebCM
- ロッテ 『ラテ スカッチ キャンディー』　～カードのフラリッシュ
- 代々木アニメーション学院 『全国学費案内』　～マジシャン編